# 宇宙学入门

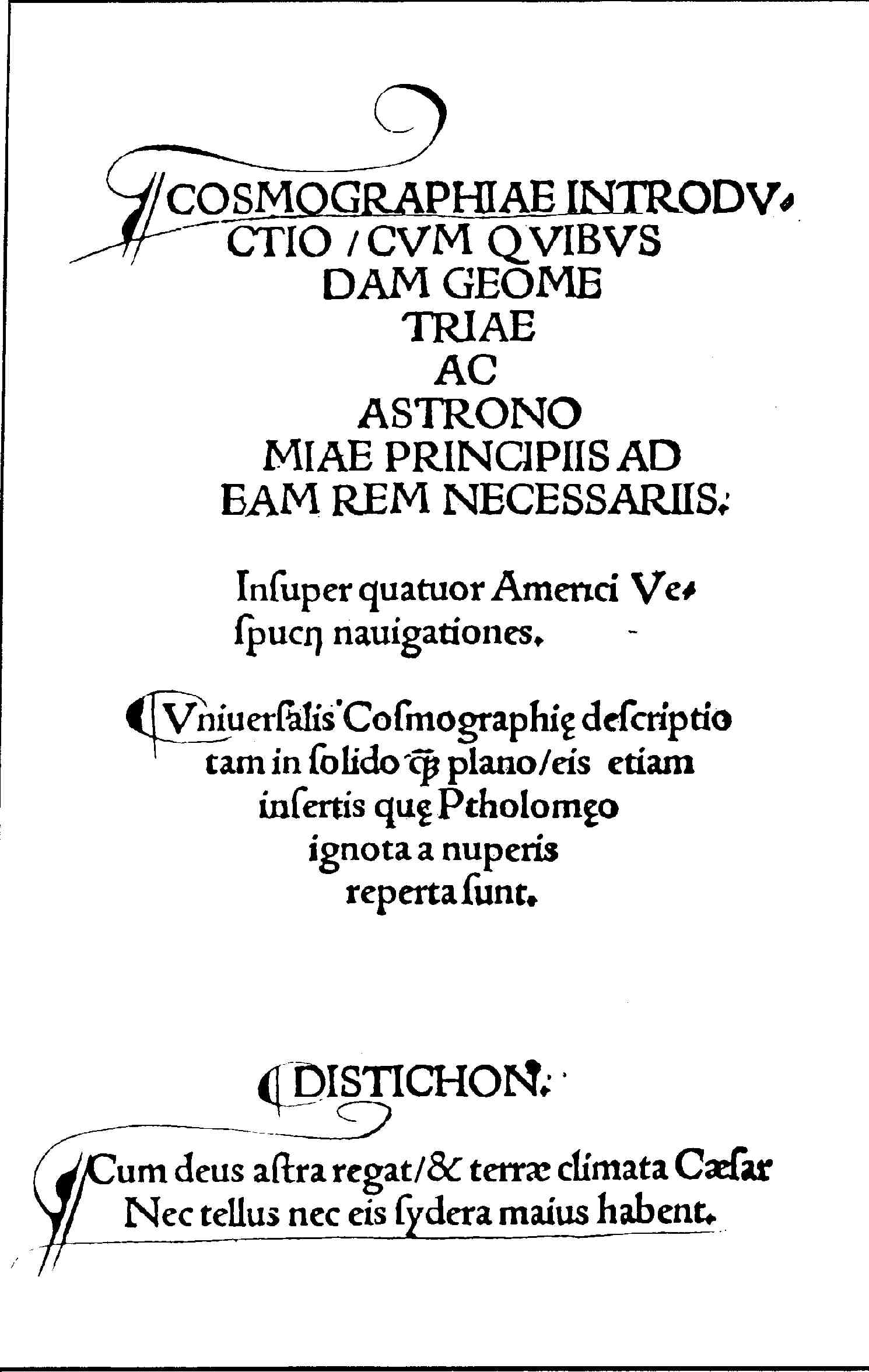
书籍扉页

宇宙学入门（拉丁語：Cosmographiae Introductio，孚日圣迪耶）是马丁·瓦尔德泽米勒在1507年出版的一本书，包括球状地图、挂图（《瓦尔德塞弥勒地图》）和相关研究，是世界上首次使用“亚美利加”表示新大陆的出版物。瓦尔德泽米勒的地图、书籍与他整理出的1513版的托勒密《地理》在当时有较大的影响力。